# Suchoi Su-38
Die Suchoi Su-38 (russisch Сухой Су-38) ist ein russisches Agrarflugzeug.

## Entwicklung
Die ersten Arbeiten wurden ab 1993 durchgeführt und sahen anfangs ein auf der Su-29 basierendes Flugzeug mit einem Sternmotor M-14 und neuem Tragwerk vor, doch entschieden sich die Entwickler nach einiger Bedarfsforschung auf dem argentinischen und US-amerikanischen Markt für eine Neukonstruktion. Etwas später mussten die Arbeiten aufgrund fehlender finanzieller Mittel eingestellt werden. Als Suchoi im Jahr 2000 seine Zivilflugzeugsparte GSS (Graschdanskije Samoljoti Suchowo) ins Leben rief, wurde als Erstes das Projekt unter der Bezeichnung Su-38L wieder aufgenommen. Diesmal wurde als Antrieb ein tschechischer M-337-Motor vorgesehen, der auch mit Flugbenzin ab 76 Oktan betrieben werden konnte. Die Sprüheinrichtung stammte von der US-Firma Transland. Bereits ein Jahr später war der Prototyp fertiggestellt und absolvierte mit Jewgeni Frolow am 27. Juli seinen Erstflug; anschließend wurde die Su-38L auf dem MAKS 2001 öffentlich vorgestellt. Im Folgenden wurden im Kasaner Flugzeugwerk fünf Flugzeuge hergestellt. Nachdem aber weder Bestellungen als Ersatz für die An-2 aus dem Inland noch nach Gesprächen mit argentinischen und brasilianischen Vertretern eingingen, wurde die Produktion 2006 wieder eingestellt. Endgültig aufgegeben wurde das Projekt aber anscheinend nicht, denn 2017 wurde die Su-38L abermals auf der MAKS präsentiert und Überlegungen zum Einbau eines M-14P angestellt.

## Aufbau
Die Su-38L ist ein freitragender leicht vorgepfeilter Tiefdecker, dessen Rumpfgerüst aus geschweißten Edelstahlrohren mit einer Beplankung aus Verbundwerkstoffen besteht. Die Tragflächen sind gleichfalls so verkleidet. Das Cockpit ist zum Schutz gegen eindringende Düngemittel hermetisch abgeschlossen und außerdem mit einem von der Zelle isolierten Pilotensitz ausgestattet, um für den Flugzeugführer die Gefahr eines Stromschlages im Fall einer Kollision mit einer Freileitung zu verhindern. Der Sprühmittelbehälter befindet sich zwischen Motor und Besatzungskabine im Schwerpunkt des Flugzeugs und kann 1050 l an flüssigen bzw. 600 kg an pulverförmigen Stoffen aufnehmen, die zum Bearbeiten einer Fläche von 80–90 ha in 45–60 min ausreichen. Das Fahrwerk ist nicht einziehbar gehalten und besteht aus den nicht durch eine Achse verbundenen Haupträdern und einem Heckrad.

## Technische Daten
| Kenngröße                                    | Daten                                                 |
| -------------------------------------------- | ----------------------------------------------------- |
| Besatzung                                    | 1                                                     |
| Spannweite                                   | 11,53 m                                               |
| Länge                                        | 8,10 m                                                |
| Höhe                                         | 2,66 m                                                |
| Flügelfläche                                 | 15,22 m²                                              |
| Flügelstreckung                              | 8,7                                                   |
| Leermasse                                    | 1050 kg                                               |
| Startmasse                                   | 2100 kg                                               |
| Antrieb                                      | ein luftgekühlter Sechszylinder-Reihenmotor LOM M 337 |
| Leistung                                     | 235 PS (173 kW)                                       |
| Kraftstoffvolumen                            | 210 l                                                 |
| Höchstgeschwindigkeit (ohne Arbeitsanbauten) | 300 km/h                                              |
| Arbeitsgeschwindigkeit                       | 150–180 km/h                                          |
| Flugzeit                                     | maximal 3,5 h                                         |
| Reichweite                                   | 800 km                                                |
| Lastvielfache                                | +4,4g / −1,9g                                         |